# Rauf Dhomi
Rauf Dhomi, född den 4 december 1945 i Gjakova i Kosovo i Jugoslavien, är en albansk kompositör och dirigent.
Rauf Dhomi studerade komposition och dirigering i Sarajevo i Bosnien-Hercegovina. Efter studierna anställdes han vid humanistiska fakulteten vid Pristina universitet där han ännu är verksam. 1992 blev Dhomi medlem i Kosovos akademi för vetenskap och konst.
Rauf Dhomi har bidragit mycket till klassisk kosovoalbansk musik med sina operor, rekvier, kantater och symfonier.